# Pont-à-Vendin
Pour les articles homonymes, voir Pont (toponyme).
Pont-à-Vendin [pɔ̃.t‿a vɑ̃dɛ̃] est une commune française située dans le département du Pas-de-Calais en région Hauts-de-France. Ses habitants sont appelés les Pont-à-Vendinois. La commune est membre de la communauté d'agglomération de Lens-Liévin.
La commune de Pont-à-Vendin est traversée par la Deûle canalisée.

## Géographie

### Localisation
Localisée dans l'est du département du Pas-de-Calais et traversée par le canal de la Deûle, Pont-à-Vendin est située, à vol d'oiseau, à 6 km au nord-est de la commune de Lens (chef-lieu d'arrondissement) et à 21 km au sud-est de la commune de Lille (aire d'attraction).
Le territoire de la commune est limitrophe de ceux de quatre communes.
Les communes limitrophes sont Meurchin, Annay, Estevelles et Vendin-le-Vieil.

### Géologie et relief
La superficie de la commune est de 2,01 km2 ; son altitude varie de 21  à   41 m.

### Hydrographie
La commune, située dans le bassin Artois-Picardie, est, selon le Service d'administration nationale des données et référentiels sur l'eau (Sandre), drainée par plusieurs cours d'eau :
- le canal navigable de la Deûle, d'une longueur de 58,75 km, qui débute dans la commune de Douai et conflue dans la Lys au niveau de la commune de Deûlémont[4] ;
- le Collecteur des Houillères, d'une longueur de 7,79 km qui prend sa source dans la commune de Lens et se jette dans le canal de la Deûle au niveau de la commune de Vendin-le-Vieil[5].

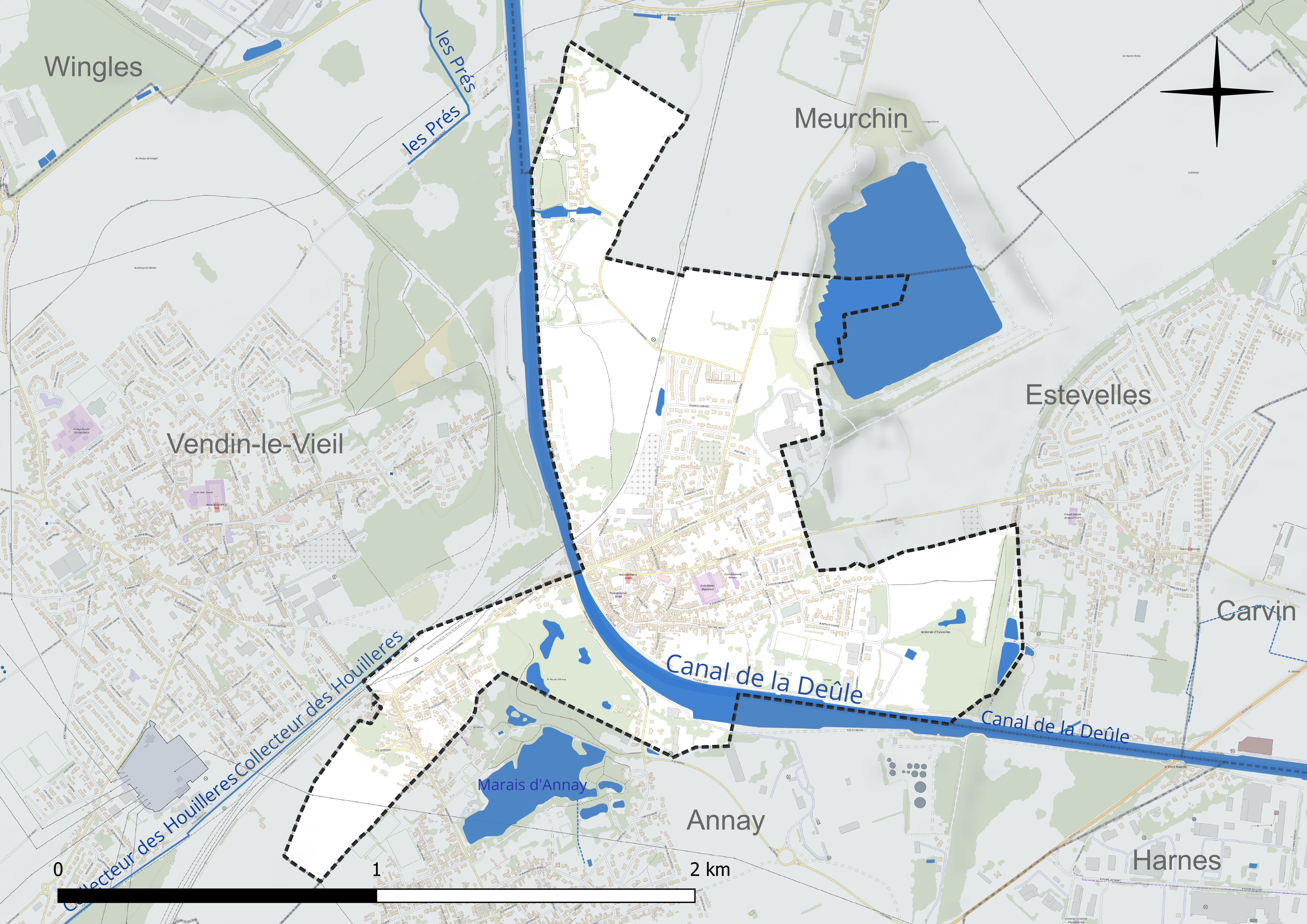
Réseau hydrographique de Pont-à-Vendin.

### Climat
Pour des articles plus généraux, voir Climat des Hauts-de-France et Climat du Nord-Pas-de-Calais.
En 2010, le climat de la commune est de type climat océanique dégradé des plaines du Centre et du Nord, selon une étude du Centre national de la recherche scientifique (CNRS) s'appuyant sur une série de données couvrant la période 1971-2000. En 2020, Météo-France publie une typologie des climats de la France métropolitaine dans laquelle la commune est exposée à un climat océanique et est dans la région climatique Nord-est du bassin Parisien, caractérisée par un ensoleillement médiocre, une pluviométrie moyenne régulièrement répartie au cours de l’année et un hiver froid (3 °C).
Pour la période 1971-2000, la température annuelle moyenne est de 10,5 °C, avec une amplitude thermique annuelle de 14,3 °C. Le cumul annuel moyen de précipitations est de 739 mm, avec 12,1 jours de précipitations en janvier et 8,7 jours en juillet. Pour la période 1991-2020, la température moyenne annuelle observée sur la station météorologique la plus proche, située sur la commune de Douai à 18 km à vol d'oiseau, est de 11,0 °C et le cumul annuel moyen de précipitations est de 729,2 mm,. Pour l'avenir, les paramètres climatiques de la commune estimés pour 2050 selon différents scénarios d'émission de gaz à effet de serre sont consultables sur un site dédié publié par Météo-France en novembre 2022.

### Milieux naturels et biodiversité

#### Zone naturelle d'intérêt écologique, faunistique et floristique
L’inventaire des zones naturelles d'intérêt écologique, faunistique et floristique (ZNIEFF) a pour objectif de réaliser une couverture des zones les plus intéressantes sur le plan écologique, essentiellement dans la perspective d’améliorer la connaissance du patrimoine naturel national et de fournir aux différents décideurs un outil d’aide à la prise en compte de l’environnement dans l’aménagement du territoire.
Le territoire communal comprend une ZNIEFF de type 1 : le site du cavalier du terril no 98 d'Estevelles au terril d’Harnes, d’une superficie de 71 ha et d'une altitude variant de 21  à   122 mètres. Le site est constitué, au nord, par le terril d'Estevelles de forme trapézoïdale, et, au sud, par le terril d’Harnes de forme conique. Les deux terrils sont reliés par un cavalier, ancienne voie ferrée, ces cavaliers sont très souvent transformés en sentier de randonnée et certains font partie de la trame verte et bleue.

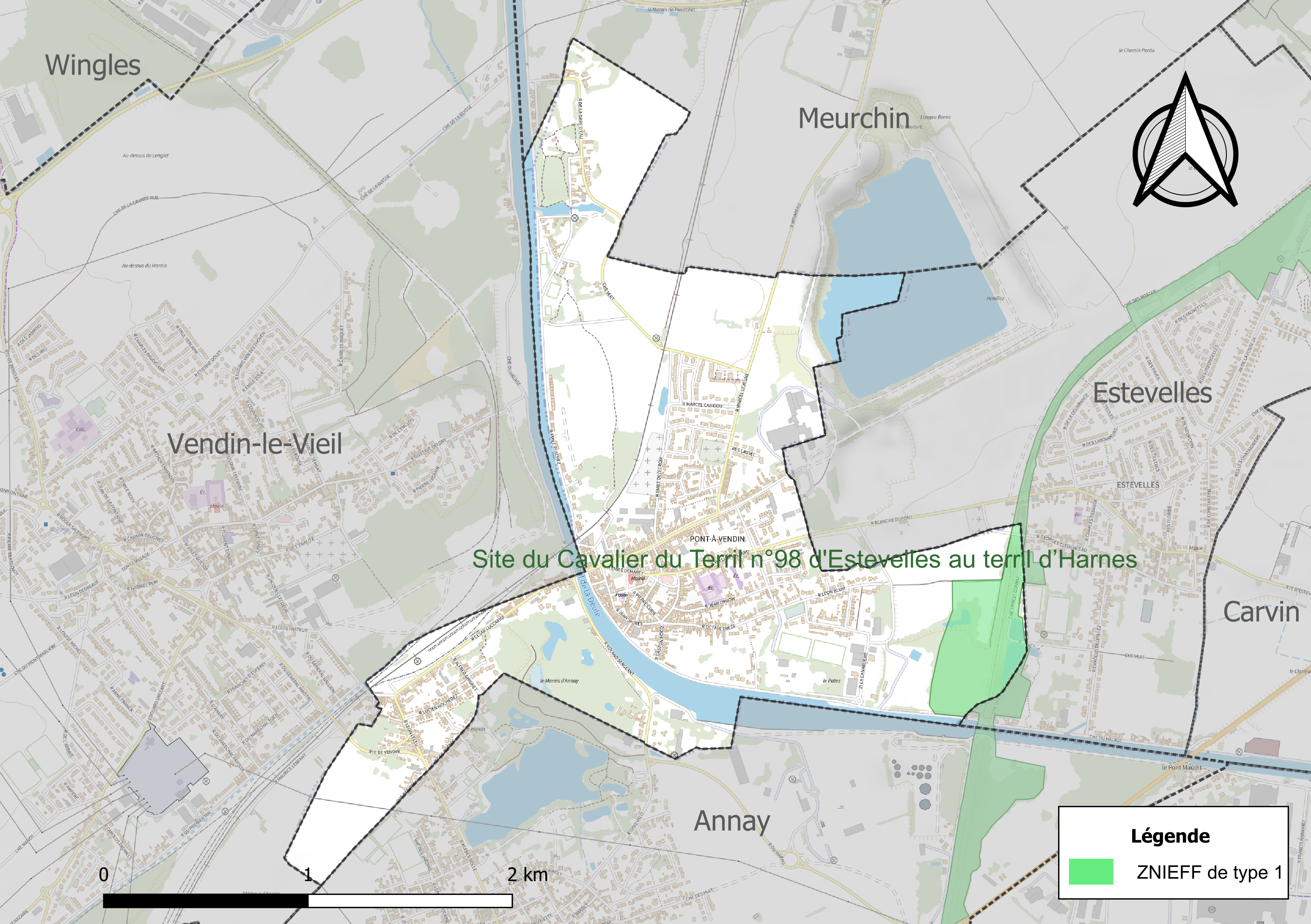
Carte de la ZNIEFF sur la commune.

#### Espèces faunistiques et floristiques
L’Inventaire national du patrimoine naturel (INPN) recense plusieurs espèces faunistiques et floristiques sur le territoire de la commune dont certaines sont protégées et d’autres menacées et quasi-menacées.

## Urbanisme

### Typologie
Au 1er janvier 2024, Pont-à-Vendin est catégorisée ceinture urbaine, selon la nouvelle grille communale de densité à sept niveaux définie par l'Insee en 2022.
Elle appartient à l'unité urbaine de Douai-Lens, une agglomération inter-départementale regroupant 67  communes, dont elle est une commune de la banlieue,,. Par ailleurs la commune fait partie de l'aire d'attraction de Lille (partie française), dont elle est une commune de la couronne,. Cette aire, qui regroupe 201 communes, est catégorisée dans les aires de 700 000 habitants ou plus (hors Paris),.

### Occupation des sols
L'occupation des sols de la commune, telle qu'elle ressort de la base de données européenne d’occupation biophysique des sols Corine Land Cover (CLC), est marquée par l'importance des territoires artificialisés (48,9 % en 2018), en augmentation par rapport à 1990 (44,8 %). La répartition détaillée en 2018 est la suivante : 
terres arables (37,3 %), zones urbanisées (36,5 %), zones industrielles ou commerciales et réseaux de communication (12,4 %), forêts (10 %), eaux continentales (3,1 %), zones agricoles hétérogènes (0,8 %). L'évolution de l’occupation des sols de la commune et de ses infrastructures peut être observée sur les différentes représentations cartographiques du territoire : la carte de Cassini (XVIIIe siècle), la carte d'état-major (1820-1866) et les cartes ou photos aériennes de l'IGN pour la période actuelle (1950 à aujourd'hui).

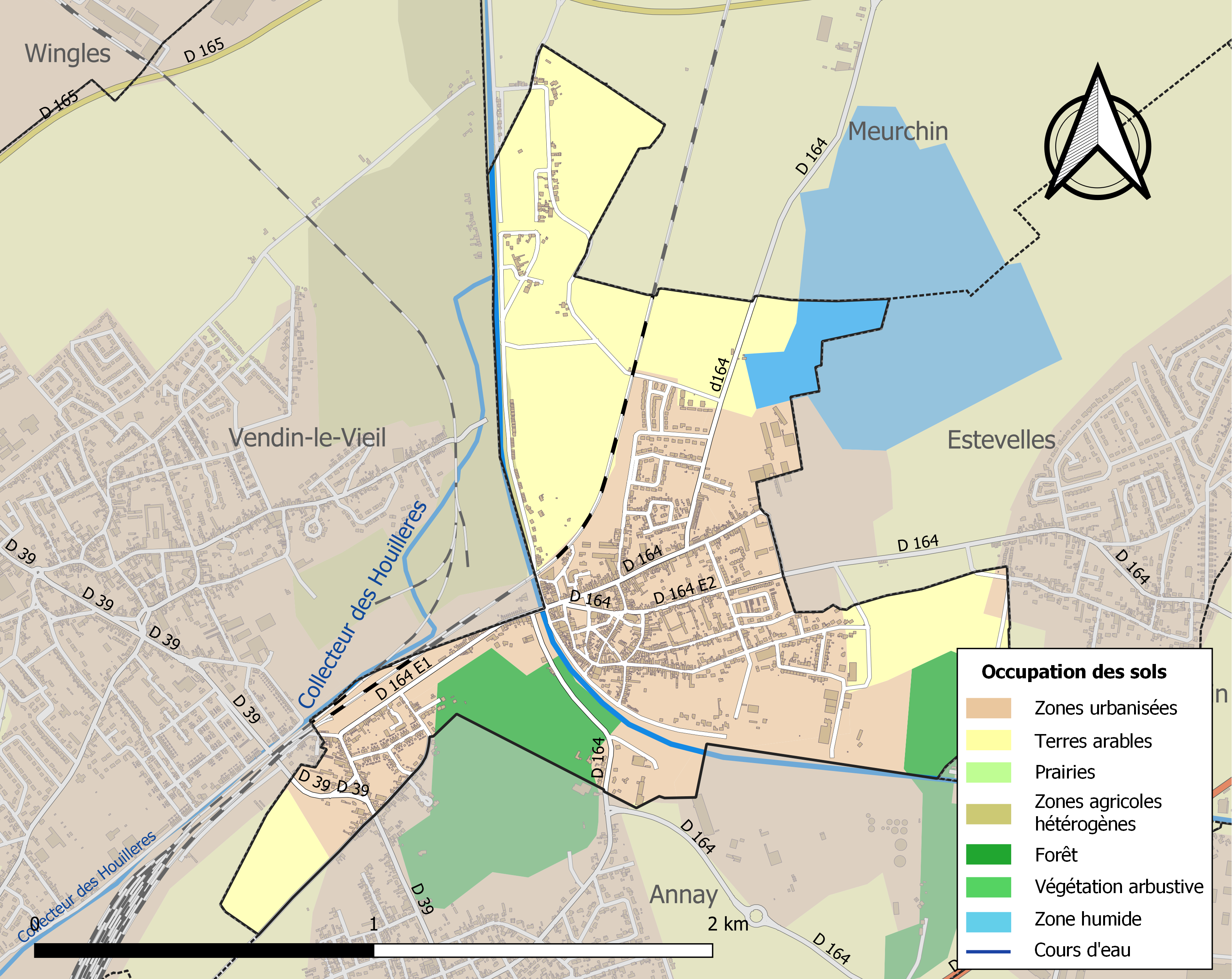
Carte des infrastructures et de l'occupation des sols de la commune en 2018 (CLC).

### Logement
En 2020, le nombre total de logements dans la commune était de 1 365, alors qu'il était de 1 292 en 2015 et de 1 200 en 2010.
Parmi ces logements, 91,7 % étaient des résidences principales, 0,3 % des résidences secondaires et 8,0 % des logements vacants. Ces logements étaient pour 84,2 % d'entre eux des maisons individuelles et pour 15,6 % des appartements.
Le tableau ci-dessous présente la typologie des logements à Pont-à-Vendin en 2020 en comparaison avec celle du Pas-de-Calais et de la France entière. Une caractéristique marquante du parc de logements est ainsi la faible proportion des résidences secondaires et logements occasionnels (0,3 %) par rapport au département (6,5 %) et à la France entière (9,7 %).
| Typologie                                               | Pont-à-Vendin | Pas-de-Calais | France entière |
| ------------------------------------------------------- | ------------- | ------------- | -------------- |
| Résidences principales (en %)                           | 91,7          | 86,1          | 82,1           |
| Résidences secondaires et logements occasionnels (en %) | 0,3           | 6,5           | 9,7            |
| Logements vacants (en %)                                | 8,0           | 7,5           | 8,2            |

### Voies de communication et transports

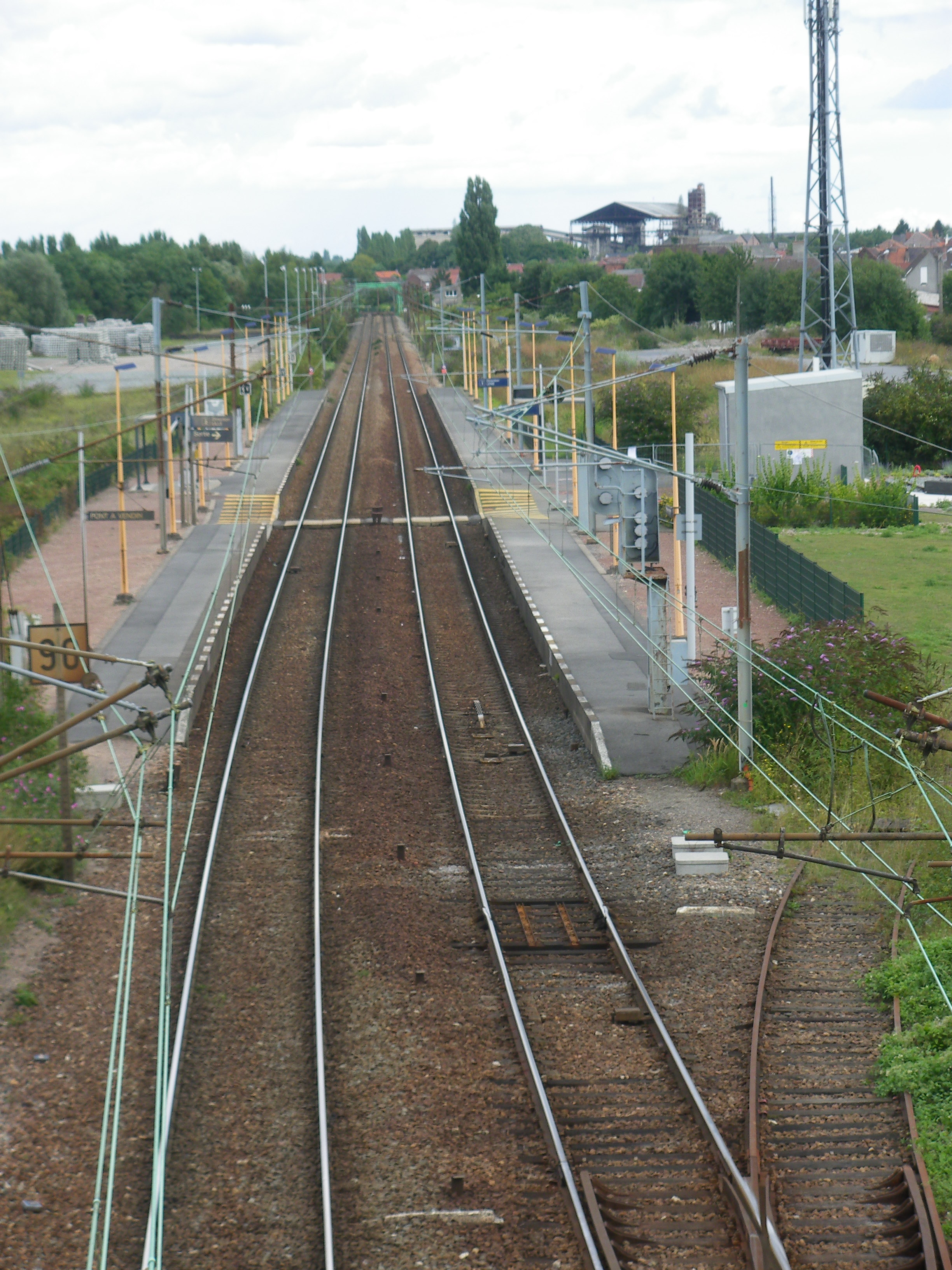
La gare.

La commune dispose de la gare de Pont-à-Vendin, située sur la ligne de Lens à Don - Sainghin.

## Toponymie
Le nom de la localité est attesté sous les formes Pons de Wendin en 1024 ; Pons de Windino en 1036 ; Pons Buendin au XIIIe siècle ; Le Pont-à-Vendin en 1304 ; Le Pont de Vendinc en 1306 ; Le Pont en 1601 ; Pont à Wendin au XVIIIe siècle ; Pont à Vendin en 1793 et Pont-à-Vendin depuis 1801.
Toponyme composé de l'oïl pont et du nom de lieu, Vendin-le-Vieil.

## Histoire
Avant la Révolution française, Pont-à-Vendin est le siège d'une seigneurie. Elle est détenue au XVIIe siècle par la famille Bayart. Bruno Bayart Ier, écuyer, est seigneur du Pont-à-Vendin vers 1650; également seigneur des fiefs de Burgault (sur Seclin) et de Pontrewart achetés le 29 avril 1671 à la famille de la Rivière pour le prix principal de 11 800 florins. Fils de Jean Bayart, bourgeois de Lille, procureur de la châtellenie de Lille et de sa deuxième épouse Marguerite Cuvillon, il est baptisé à Lille le 1er mai 1622, devient greffier criminel et procureur général de Lille, commissaire deputé de Lille dans les États de la province de Lille-Douai-Orchies (Flandre wallonne), bourgeois de Lille le 14 février 1651, anobli par lettres données à Paris en janvier 1669. Il épouse à Lille le 27 janvier 1651 Marguerite Daudenarde, fille de Guillaume et de Michelle Deffontaines.
Bruno Bayart II du Pont-à-Vendin (1657-1710), fils de Bruno Bayart Ier, baptisé à Lille le 12 décembre 1657 est chevalier, seigneur du Pont-à-Vendin, nommé trésorier de France au bureau des finances de la généralité de Lille le 25 février 1695, installé le 7 mars suivant. Il occupe la fonction jusqu'en 1710. Il meurt, célibataire, le 23 février 1710 et est inhumé dans l'église Saint-Étienne de Lille,.
La seigneurie de Pont-à-Vendin est achetée le 22 novembre 1761 à messire Maximilien-Albert J, baron d'Hanemer, 27 000 livres de France par Eugène-Roland-Joseph Blondel d'Aubers, seigneur d'Aubers, de Vendin-le-Viel et sa femme Marie-Anne de Calonne. La terre possède toute la justice seigneuriale et différents fiefs.
D'après l'historien français Auguste de Loisne : « Pont-à-Vendin, en 1789, dépendait de la châtellenie de Lille et avait une coutume locale. Son église paroissiale, diocèse de Tournai, doyenné de Camphin, est consacrée à saint Vaast et a Estevelles pour annexe ; le chapitre de Tournai présente à la cure. »

### Première Guerre mondiale
La commune est décorée de la croix de guerre 1914-1918 par décret du 25 septembre 1920, distinction également attribuée à 276 autres communes du Pas-de-Calais.

## Politique et administration

### Découpage territorial
La commune se trouve dans l'arrondissement de Lens du département du Pas-de-Calais.

#### Commune et intercommunalités
La commune est membre de la communauté d'agglomération de Lens-Liévin qui regroupe 36 communes et totalise 242 587 habitants en 2021.

#### Circonscriptions administratives
La commune est rattachée au canton de Wingles.

#### Circonscriptions électorales
Pour l'élection des députés, la commune fait partie de la troisième circonscription du Pas-de-Calais.

### Élections municipales et communautaires

#### Liste des maires
| Période                                  | Période                        | Identité         | Étiquette | Qualité                                                           |
| ---------------------------------------- | ------------------------------ | ---------------- | --------- | ----------------------------------------------------------------- |
| Les données manquantes sont à compléter. |                                |                  |           |                                                                   |
| vers 1935                                |                                | Benjamin Cambier | RG        |                                                                   |
| mai 1945                                 | juillet 1951 (démission)       | Paul Druelle     |           | Employé de chemin de fer, résistant FFI                           |
| ?                                        | ?                              | Ferdinand Martin |           |                                                                   |
| mars 1959                                | mars 1983                      | Séverin Blanc    | SFIO      | Employé des PTT                                                   |
| mars 1983                                | janvier 2002 (démission)       | Bernard Ogiez    | PS        | Professeur de technologie, suppléant du député Jean-Claude Bois   |
| janvier 2002                             | mars 2008                      | Régis Ghignet    | PS        | Ancien premier adjoint                                            |
| mars 2008                                | janvier 2019 (démission)       | Bernard Ogiez    | DVG       | Retraité de l'enseignement Réélu pour le mandat 2014-2020,        |
| janvier 2019                             | février 2022 (démission)       | Nicolas Francke  | DVG       | Employé administratif d'entreprise Réélu pour le mandat 2020-2026 |
| février 2022                             | septembre 2022 (démission)     | Manuel Lengaigne |           |                                                                   |
| octobre 2022                             | En cours (au 15 novembre 2022) | Sandra Bablin,   |           | Commerçante                                                       |

### Jumelage
Depuis le 1er octobre 2014, la commune est jumelée avec la commune de Faetano à Saint-Marin,.

## Population et société

### Démographie
Les habitants sont appelés les Pont-à-Vendinois.

#### Évolution démographique
L'évolution du nombre d'habitants est connue à travers les recensements de la population effectués dans la commune depuis 1793. Pour les communes de moins de 10 000 habitants, une enquête de recensement portant sur toute la population est réalisée tous les cinq ans, les populations de référence des années intermédiaires étant quant à elles estimées par interpolation ou extrapolation. Pour la commune, le premier recensement exhaustif entrant dans le cadre du nouveau dispositif a été réalisé en 2007.

En 2022, la commune comptait 3 099 habitants, en évolution de −2,46 % par rapport à 2016 (Pas-de-Calais : −0,72 %, France hors Mayotte : +2,11 %).
| 1793 | 1800 | 1806 | 1821 | 1831 | 1836 | 1841 | 1846 | 1851 |
| ---- | ---- | ---- | ---- | ---- | ---- | ---- | ---- | ---- |
| 794  | 880  | 844  | 821  | 833  | 844  | 854  | 871  | 849  |

| 1856 | 1861 | 1866 | 1872 | 1876 | 1881  | 1886  | 1891  | 1896  |
| ---- | ---- | ---- | ---- | ---- | ----- | ----- | ----- | ----- |
| 850  | 857  | 922  | 924  | 990  | 1 033 | 1 235 | 1 405 | 1 689 |

| 1901  | 1906  | 1911  | 1921  | 1926  | 1931  | 1936  | 1946  | 1954  |
| ----- | ----- | ----- | ----- | ----- | ----- | ----- | ----- | ----- |
| 2 032 | 2 274 | 2 465 | 1 828 | 2 790 | 3 512 | 3 309 | 3 084 | 3 101 |

| 1962  | 1968  | 1975  | 1982  | 1990  | 1999  | 2006  | 2007  | 2012  |
| ----- | ----- | ----- | ----- | ----- | ----- | ----- | ----- | ----- |
| 3 383 | 3 458 | 3 368 | 2 882 | 2 803 | 2 899 | 3 103 | 3 132 | 3 135 |

| 2017  | 2022  | - | - | - | - | - | - | - |
| ----- | ----- | - | - | - | - | - | - | - |
| 3 187 | 3 099 | - | - | - | - | - | - | - |

#### Pyramide des âges
La population de la commune est relativement jeune.
En 2018, le taux de personnes d'un âge inférieur à 30 ans s'élève à 43,8 %, soit au-dessus de la moyenne départementale (36,7 %). À l'inverse, le taux de personnes d'âge supérieur à 60 ans est de 16,0 % la même année, alors qu'il est de 24,9 % au niveau départemental.
En 2018, la commune comptait 1 553 hommes pour 1 614 femmes, soit un taux de 50,96 % de femmes, légèrement inférieur au taux départemental (51,50 %).
Les pyramides des âges de la commune et du département s'établissent comme suit.
| Hommes | Classe d’âge | Femmes |
| ------ | ------------ | ------ |
| 0,1    | 90 ou +      | 0,9    |
| 3,0    | 75-89 ans    | 5,4    |
| 10,6   | 60-74 ans    | 11,9   |
| 19,9   | 45-59 ans    | 19,5   |
| 20,8   | 30-44 ans    | 20,0   |
| 21,4   | 15-29 ans    | 21,5   |
| 24,2   | 0-14 ans     | 20,7   |

| Hommes | Classe d’âge | Femmes |
| ------ | ------------ | ------ |
| 0,5    | 90 ou +      | 1,6    |
| 5,6    | 75-89 ans    | 8,9    |
| 16,7   | 60-74 ans    | 18,1   |
| 20,2   | 45-59 ans    | 19,2   |
| 18,9   | 30-44 ans    | 18,1   |
| 18,2   | 15-29 ans    | 16,2   |
| 19,9   | 0-14 ans     | 17,9   |

## Économie

### Revenus de la population et fiscalité
En 2021, selon l'Institut national de la statistique et des études économiques (Insee), le revenu fiscal médian par ménage et le taux de pauvreté des ménages de la commune, du département du Pas-de-Calais et de la métropole sont les suivants :
- le revenu fiscal médian par ménage de la commune est de 19 540 €, de 20 720 € au niveau du département et de 23 080 € au niveau de la métropole, et  39 % des foyers fiscaux de la commune sont imposables, 44,1 % au niveau du département et 53,4 % au niveau de la métropole[Insee 12],[Insee 13],[Insee 14] ;
- le taux de pauvreté du référent fiscal de la commune est de 20 %, de 18,4 % au niveau du département et de 14,9 % au niveau de la métropole[Insee 15],[Insee 16],[Insee 17].

## Culture locale et patrimoine

### Lieux et monuments

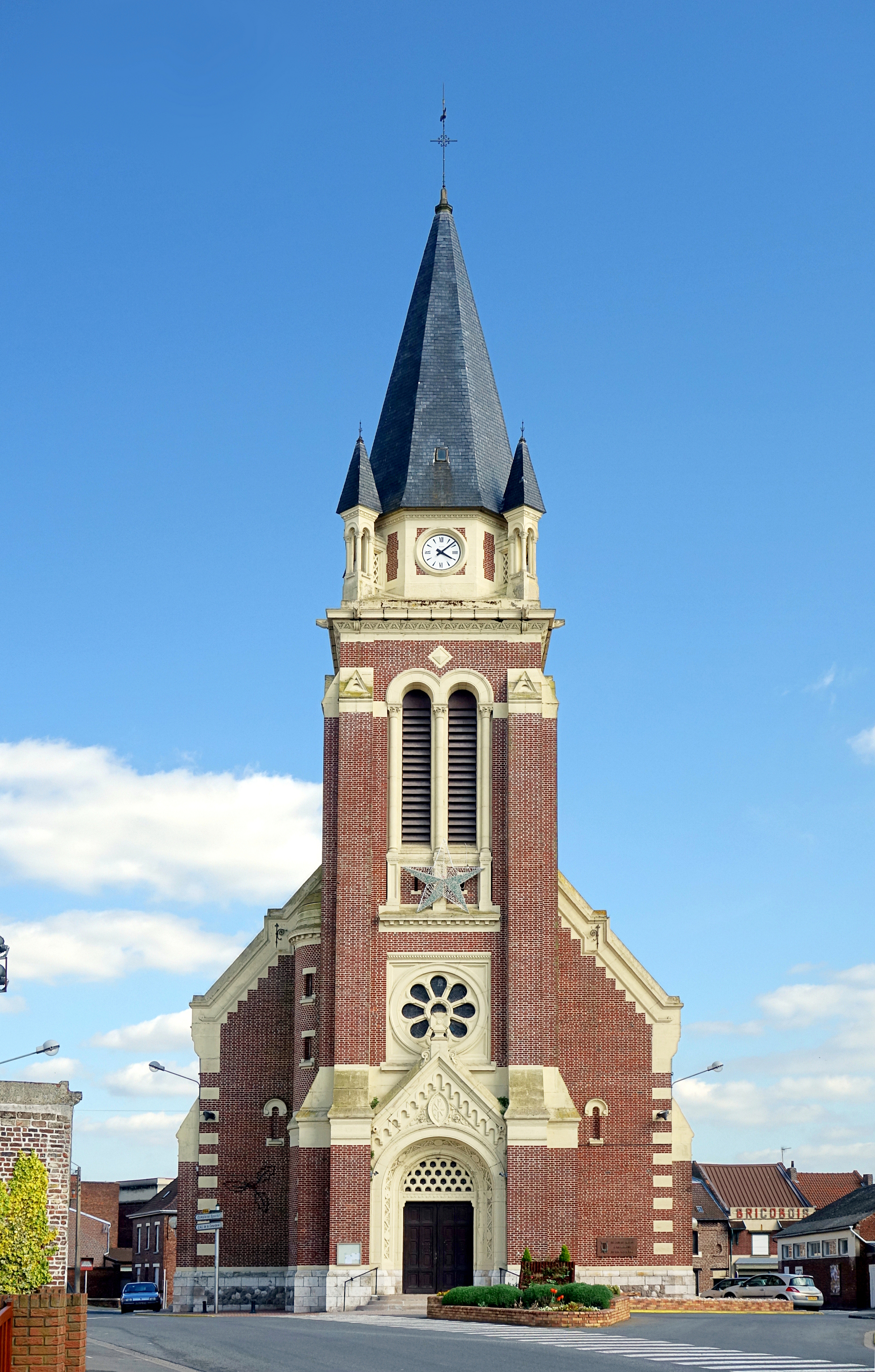
L'église Saint-Vaast.

- Le monument aux morts, avec le Poilu mourant, statue du sculpteur Jules Déchin[40].
- Le monument aux deux fusillés de la Première Guerre mondiale, Alexandre Davroux et Gaston Hocq dont deux voies de la commune portent leurs noms[40].
- L'église Saint-Vaast.
- Le cimetière militaire allemand de la Première Guerre mondiale.

### Personnalités liées à la commune
- Cesare Luccarini membre FTP-MOI du groupe Manouchian. Son nom figure sur le monument aux morts et sur une voie de la commune.
- Ludovic Batelli (1963-), footballeur et entraîneur, sélectionneur de l'équipe d'Algérie des moins de 23 ans, a joué dans le club de football de Pont-à-Vendin de 1971 à 1976.

### Héraldique
| Blason de Pont-à-Vendin | Blason  | De gueules au pont alésé de trois arches d'argent, maçonné de sable, posé sur une champagne ondée d'argent. Ornements extérieursCroix de guerre 1914-1918 |
| Blason de Pont-à-Vendin | Détails | Le statut officiel du blason reste à déterminer. |

## Pour approfondir

#### Bases de données, dictionnaires et encyclopédies
- Ressources relatives à la géographie :   - Insee (communes)
  - Ldh/EHESS/Cassini
- Ressource relative à plusieurs domaines :   - Annuaire du service public français
- Notices d'autorité :   - VIAF
  - BnF (données)